# Giuseppe Macedonio

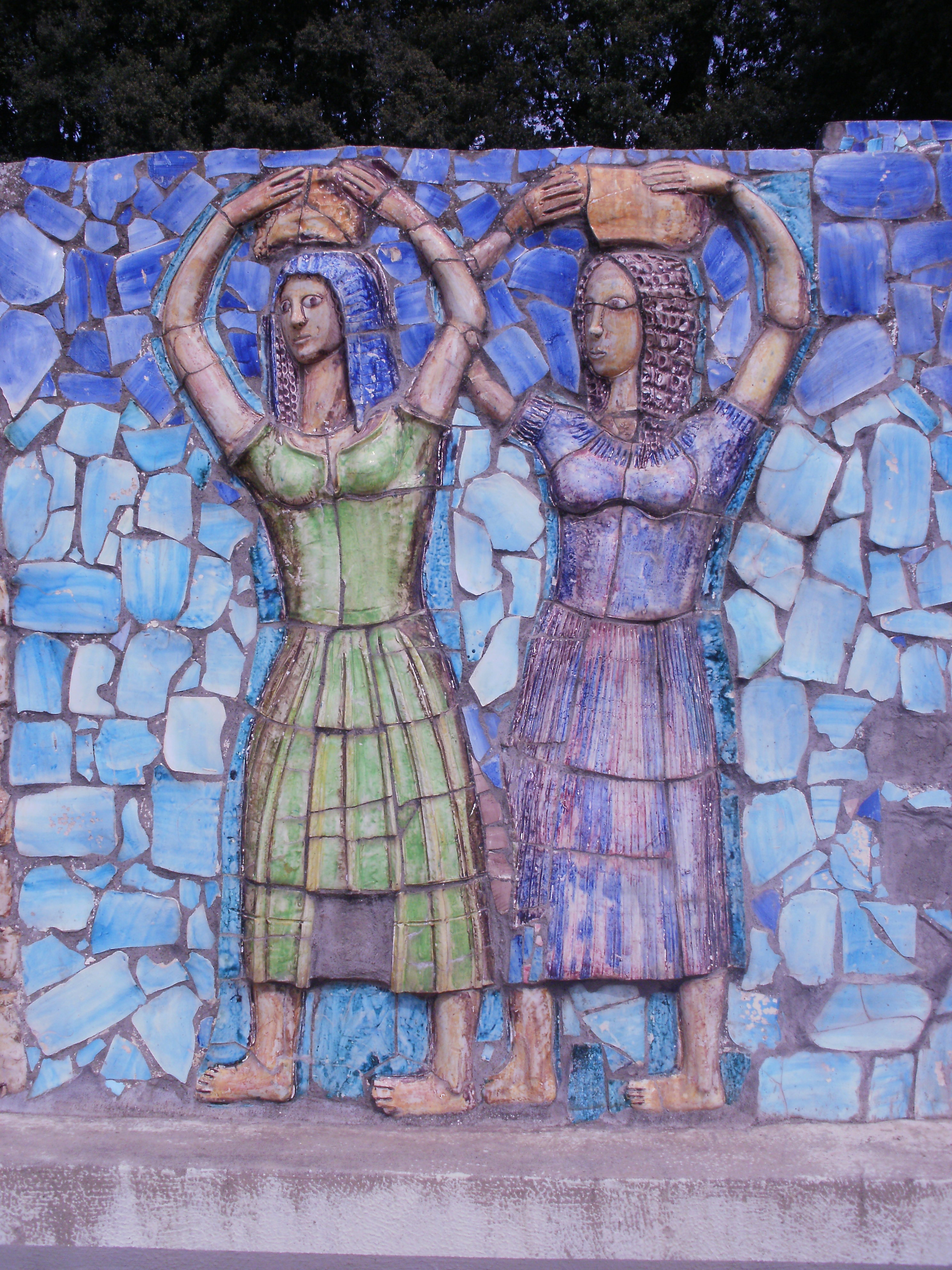
Decorazione della Fontana dell'Esedra di Napoli (particolare,1950-54).

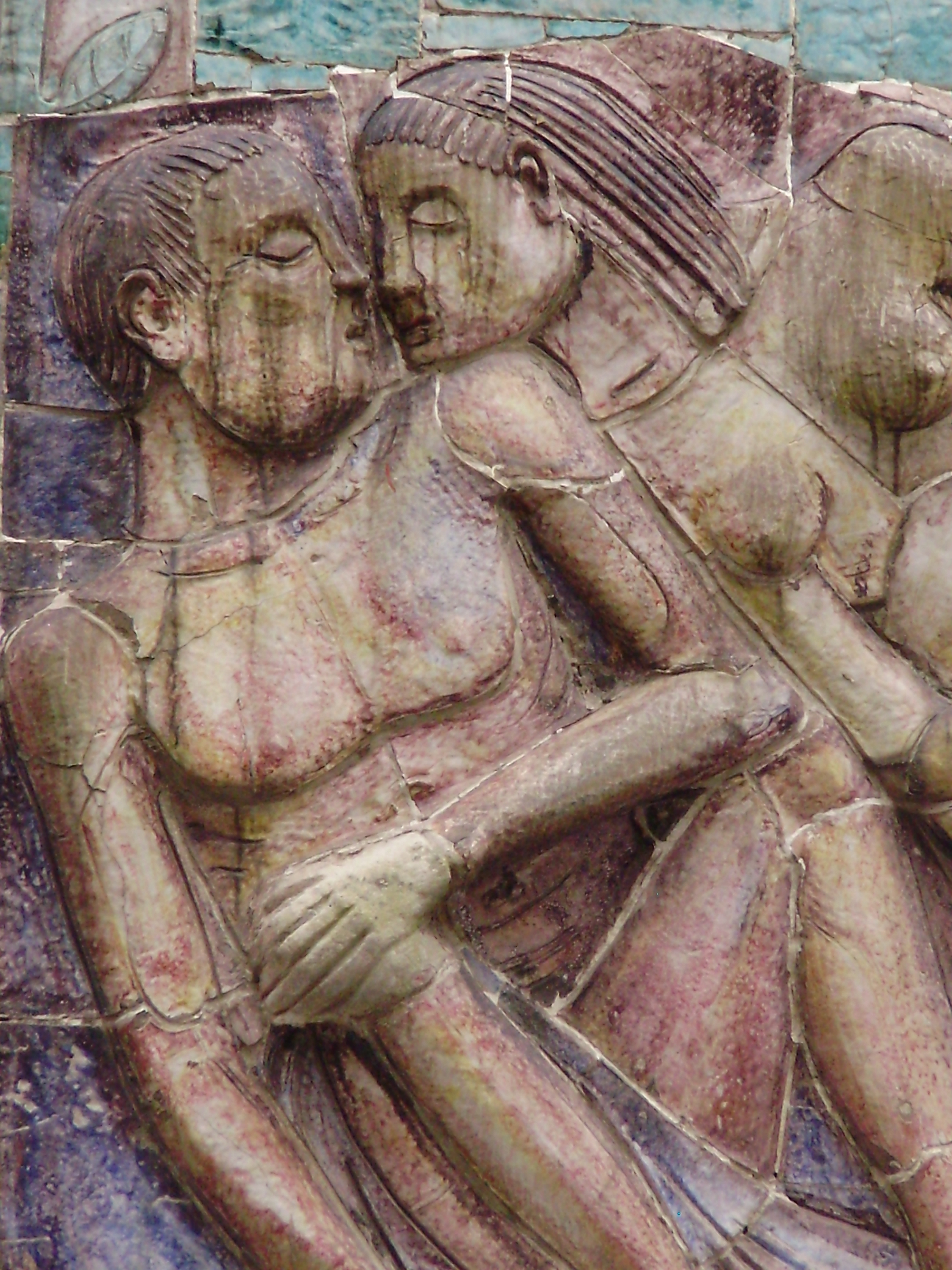
I miti, pannello in via Ponte di Tappia, Napoli (particolare, 1957).

Giuseppe Macedonio (Napoli, 25 settembre 1906 – Napoli, 22 febbraio 1986) è stato un ceramista, scultore e pittore italiano.

## Biografia
Diplomatosi nel 1923, presso il Reale Istituto d'Arte Industriale di Napoli, iniziò presto a lavorare presso varie manifatture partenopee, come la Fonderia Chiurazzi, la Manifattura Mollica, la bottega Angelo Freda & figli e la Stella Ceramiche, avvicinandosi contemporaneamente anche all'ambiente futurista napoletano stringendo amicizia con Carlo Cocchia (Napoli, 1903-1986) ed Emilio Buccafusca (Napoli, 1913-1990). Tappa fondamentale per la sua crescita artistica fu la frequentazione saltuaria, tra il 1928 e il 1934, della I.C.S. (Industria Ceramica Salernitana) di Vietri sul Mare, fondata dall'imprenditore tedesco Max Melamerson; è qui che entrò in contatto con numerose personalità vicine all'espressionismo di stampo tedesco quali Richard Dölker, Irene Kowaliska e l'avellinese Guido Gambone.
Dal 1938 al 1946 entrò in società con lo scultore in metalli, Romolo Vetere (Napoli, 1912-1988), dando vita alla manifattura I Due Fornaciari con sede presso il quartiere Vomero di Napoli, una piccola bottega artigiana che aveva lo scopo di rivalutare gli oggetti di uso quotidiano. Nel 1942 i due vinsero il primo premio al IV Concorso Nazionale della Ceramica di Faenza, con il pannello in maiolica policroma Maternità e Infanzia, su disegno di Giuseppe Mazzullo, oggi conservato presso il Museo internazionale delle ceramiche in Faenza. Terminata la collaborazione con Vetere, fondò l’Impresa Ceramica Macedonio, specializzata in pannelli per l'architettura, l'urbanistica e l'arredamento. Tra i clienti Gino Avena, Carlo Migliardi, Vincenzo Perna, Raffaello Salvatori, Luigi Mustica e soprattutto Carlo Cocchia.
Nel 1950, in occasione della Mostra dell'Artigianato Artistico Napoletano, svoltasi presso il Palazzo della Borsa di Napoli, Peppe Macedonio vinse il primo premio con il pannello Date a Cesare quel che è di Cesare/Il pagamento del Tributo. L'opera fu poi acquistata dal Brooklyn Museum di New York per rappresentare la produzione italiana, oggi nella sezione arte europea. Da allora fu invitato più volte a partecipare alle rassegne della produzione artigiana di settore, a Londra, Bruxelles, Roma e alla Triennale di Milano del 1951, ottenendo favorevoli critiche da Gio Ponti sulla rivista Domus.
L'opera più importante di Giuseppe Macedonio fu la decorazione in maiolica policroma della Fontana dell'Esedra presso la Mostra d'Oltremare di Napoli. La fontana è un esempio di architettura del verde, progettata nel 1938 da Carlo Cocchia e Luigi Piccinato (Legnago 1899-1983) e inaugurata nel 1940. Il rivestimento ceramico, eseguito tra il 1950 e il 1954, occupa una superficie di 1000 metri quadri e raffigura L'evoluzione dell'uomo nella natura attraverso le attività primigenie della pastorizia, della caccia e dell'agricoltura.
Dagli anni Sessanta in poi, Macedonio si avvicinò alle avanguardie storiche, realizzando pannelli e manufatti influenzati dall'arte informale e dall'art brut, a cui aggiunse un originale sperimentazione nell'ambito della ceramica, della porcellana e degli smalti. Tra le opere l'arredo liturgico della Nuova Chiesa parrocchiale di Casal Velino Marina (SA), le decorazioni del Cinema Teatro Italia nel Grattacielo di Gallipoli (LE) e le sculture vincitrici al Concorso Nazionale di Ceramica Donato Massa promosso dal Comune di Pietrastornina (AV).
In una intervista del 1978 affermò: «Ho guardato alla ceramica come ad un fatto di antica pittura, cosicché il supporto plastico è stato un mezzo su cui poggiare la pittura. Ed ho guardato alla pittura così come la guardavano nel Rinascimento, come elemento di colore nella casa dell'uomo, necessario alla fantasia dell'uomo. L'uomo non ha bisogno, come dice Le Corbusier, di tanti metri cubi di spazio, o di tanti metri quadri, secondo un criterio rigidamente matematico; oltre che degli elementi materiali che gli sono indispensabili, ha bisogno di espressione, di fantasia, d'immaginazione, che va coltivata attraverso il segno: così come abbiamo un segno che indica la parola, allo stesso modo abbiamo dei segni che indicano sentimenti, e cioè pittura, scultura. Io mi sono sempre attenuto a questo principio, e mi sono sempre rivolto agli altri, collocando le mie opere dappertutto, anche a prezzo irrisorio, pur di arrivare alla gente, a portare il mio contributo di ‘dire di sentimenti’» .

## Opere
Di seguito un parziale elenco delle opere del maestro Giuseppe Macedonio:
| Anno        | Tipologia                      | Denominazione | Localizzazione                                      | Comune             | Prov. | Note                                                                                | Link foto |
| ----------- | ------------------------------ | --- | --------------------------------------------------- | ------------------ | ----- | ----------------------------------------------------------------------------------- | --------- |
| 1930        | Maiolica policroma             | Donna con bambino | Museo Napoli Novecento 1910-1980 (Castel Sant'Elmo) | Napoli             | NA    | In collaborazione con Aldo Stella                                                   | [ 12 ]    |
| 1942        | Pannello                       | Maternità e Infanzia (I Due Fornaciari)                                                                                 | Museo Internazionale della Ceramica in Faenza       | Faenza             | RA    | Su modello di Giuseppe Mazzullo                                                     |           |
| 1943        | Tazze                          | Tazzoni da latte per l'American Red Cross                                                                               |                                                     |                    |       | In collaborazione con Romolo Vetere ed Emilio Buccafusca                            |           |
| 1947        | Vetrina                        | | Via Toledo                                          | Napoli             | NA    | Gioielleria D'Anna                                                                  | [ 13 ]    |
| 1950        | Pannello                       | Fanciulle che si pettinano                                                                                              | Vico Sant'Anna di Palazzo                           | Napoli             | NA    | Per l'Hotel Royal di Positano, oggi a Napoli Sotterranea                            |           |
| 1950        | Pannello                       | Il pagamento del Tributo. Date a Cesare quel che è di Cesare                                                            | Brooklyn Museum                                     | New York           | USA   | L'opera vinse il primo premio all'Esposizione dell'Artigianato Artistico Napoletano |           |
| 1950        | Maiolica policroma             | Volto d'uomo | Museo Napoli Novecento 1910-1980 (Castel Sant'Elmo) | Napoli             | NA    | Bozzetto per la Fontana dell'Esedra                                                 | [ 14 ]    |
| 1954        | Fontana                        | L'evoluzione dell'uomo nella natura attraverso le attività primigenie della pastorizia, della caccia e dell'agricoltura | Mostra d'Oltremare                                  | Napoli             | NA    | Fontana dell'Esedra                                                                 | [ 15 ]    |
| 1954        | Pannello                       | La Commedia dell'Arte                                                                                                   | Cinema Adriano in via Monteoliveto                  | Napoli             | NA    | Oggi l'edificio è adibito a supermercato                                            |           |
| 1957        | Pannelli                       | La Donna e la Natura - I Miti - I primi lavori dell'Età della pietra - La Famiglia, la Casa e il Lavoro                 | Edificio in via Ponte di Tappia                     | Napoli             | NA    | Su incarico dell'architetto Raffaello Salvatori                                     |           |
| 1963 - 1965 | Pavimento                      | Decorazione con motivi floreali                                                                                         | Villa di Donato a Sant'Eframo Vecchio               | Napoli             | NA    | Su incarico di Antonio De Mennato                                                   |           |
| 1967 - 1972 | Pannelli                       | Decorazione della facciata e degli androni                                                                              | Parco Vanna in via Jannelli                         | Vomero             | NA    | Su incarico dei De Martino                                                          |           |
| 1970 - 1974 | Pannelli                       | Decorazione della facciata e del Teatro Italia                                                                          | Grattacielo su Corso Roma                           | Gallipoli          | LE    | Su incarico dell'architetto Vincenzo Perna                                          |           |
| 1970 - 1974 | Pannelli e maioliche policrome | Intero arredo liturgico                                                                                                 | Chiesa Parrocchiale di Casalvelino Marina           | Casalvelino Marina | SA    | Su incarico di Don Giuseppe Matonti                                                 |           |
| 1975        | Bozzetto acquerellato          | L'età primitiva | Museo Storico Archeologico di Nola                  | Nola               | NA    | Bozzetto per abitazione privata a Gallipoli                                         |           |